# Jakob Mathias Koch

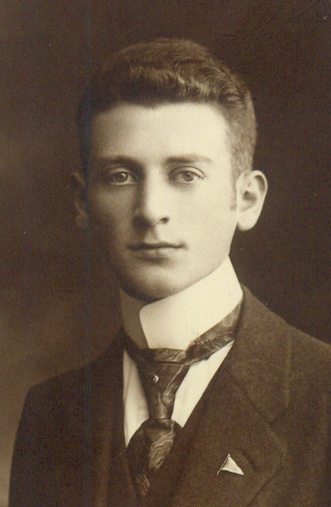
Jakob Koch

Jakob Mathias Koch (* 24. Februar 1900 in Zell an der Mosel; † 1. März 1945 in Dachau) war ein deutscher politischer Häftling des Nationalsozialismus, der im KZ Dachau als Kapo im organisierten Widerstand aktiv war und dort kurz vor der Befreiung des Lagers umkam.

## Leben
Jakob Mathias Koch wurde am 24. Februar 1900 als Sohn des Hutmachers und Winzers Jakob Koch und dessen Ehefrau Franziska, geb. Bremm geboren.
1925 wurde Jakob Koch, der politisch zur christlich gesinnten Mitte gehörte, wegen seiner Kontakte zur französischen Verwaltung der linksrheinischen Gebiete verhaftet. Man warf ihm vor, dass er sich bei verschiedenen deutschen Regimentern für ein Zeitengagement beworben hatte. Nach dem Friedensvertrag von Versailles durfte es in Deutschland jedoch nur eine Berufsarmee geben. Jakob Koch wurde nun vorgeworfen, dass er sich im Auftrag seines Freundes, des Kriminalinspektors Humbert von der französischen Polizei Koblenz beworben hatte, um eine Vertragsverletzung auf deutscher Seite nachzuweisen. Dieser Vorwurf erfüllte nach Ansicht der Staatsanwaltschaft den Tatbestand der Spionage und damit des Hochverrats. Wegen mangelnder Beweise wurde er auf Betreiben der Liga für Menschenrechte entlassen.
1926 wurde er mit einem geschäftlichen Auftrag auf rechtsrheinisches Gebiet, das von Berlin aus verwaltet wurde, gelockt und dort ein zweites Mal verhaftet. 1927 wurde er wegen Hochverrats zu fünf Jahren Zuchthaus und zehn Jahren Ehrverlust verurteilt. Einen Teil der Strafe verbüßte er in Einzelhaft. In einem Briefwechsel der französischen Sûreté (Polizei) wird die Vermutung geäußert, dass es sich bei diesem harten Urteil um eine Bestrafung für seine zahlreichen Freundschaften zu Franzosen handelte. Andere Quellen nennen seine pazifistische Gesinnung als Ursache.
Im September 1939 wurde er als ehemaliger politischer Häftling durch das Nazi-Regime erneut verhaftet  („Schutzhaft“) und in das KZ Sachsenhausen eingeliefert, wo er grausame Folterungen sah und erlitt.
1940 wurde er ins Konzentrationslager Dachau überstellt (Häftling Nummer 1567). Dort wurde er 1941 Kapo des Strohstopfkommandos (im Desinfektionskommando) und 1944 Oberkapo der Revierdesinfektion II.

## Leistungen

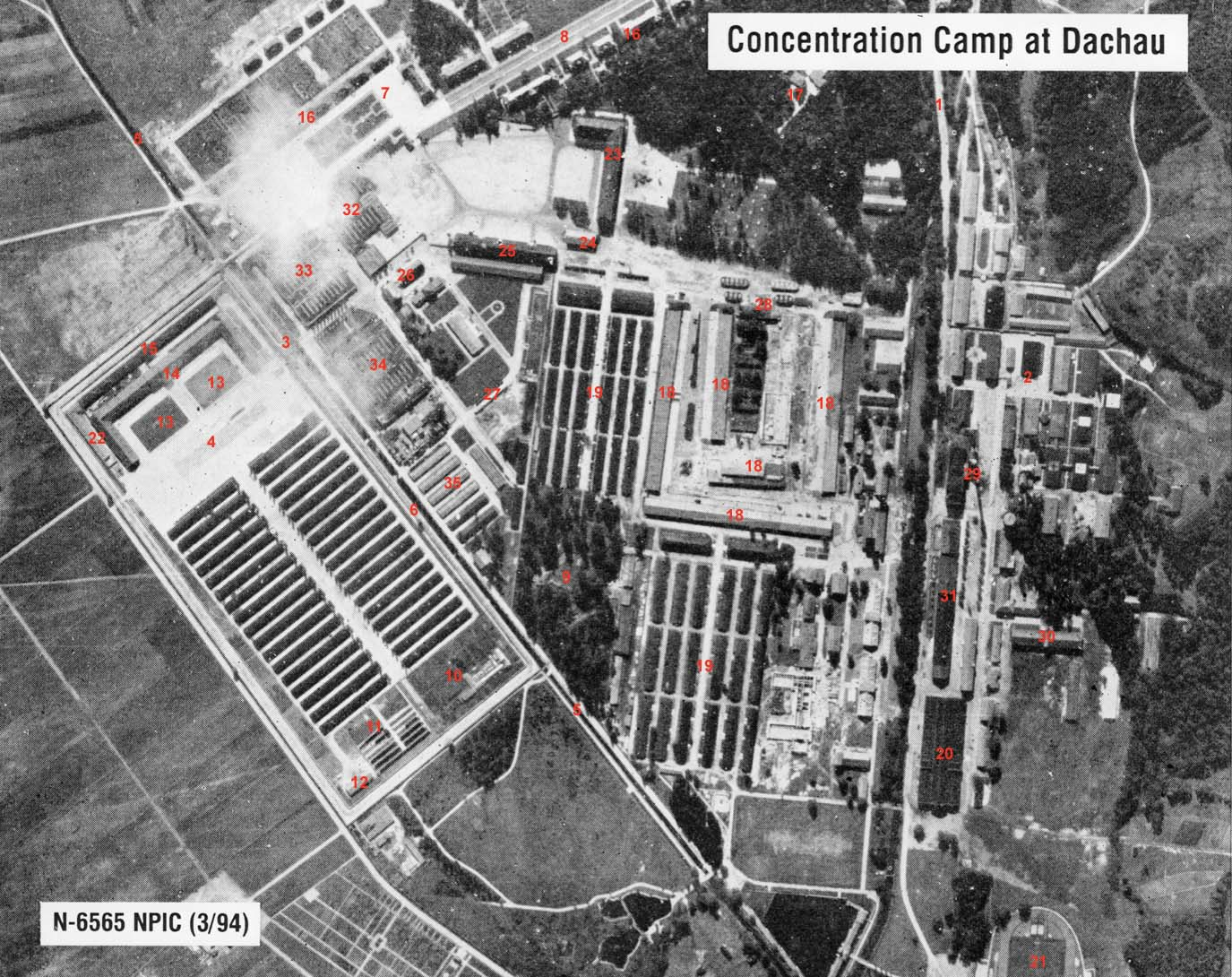
KZ Dachau (links im Bild), Nr. 12 ist das Desinfektionsgebäude

Jakob Koch nahm im KZ Dachau als Kapo der Desinfektion zahlreiche Mitglieder des organisierten Lagerwiderstands in sein  Arbeitskommando auf, u. a. den Résistance-Kämpfer Edmond Michelet (später Minister bei Charles de Gaulle), den ehemaligen Zentrumspolitiker Joseph Joos, den Kommunisten Georges Walraewe (später Generalsekretär des Internationalen Dachau-Komitees), Pater Josef Kentenich und zahlreiche weitere katholische Priester. Auch mit dem 1996 seliggesprochenen Karl Leisner kam er in Kontakt.
In seiner Position als Kapo des sehr wichtigen Desinfektionskommandos hatte er die Möglichkeit, Einfluss auf das Lagerleben zu nehmen und machte davon Gebrauch, um zahlreichen anderen politischen Häftlingen zu helfen. Dies tat er zum einen, indem er ihnen – besonders im „Hungersommer“ 1942 – heimlich Lebensmittel gab. Zum anderen nahm er geschwächte Personen, die besonders gefährdet waren, in sein Arbeitskommando auf und rettete ihnen damit das Leben: KZ-Häftlinge, die kein Kommando hatten, wurden ab 1941 auf Anordnung von Heinrich Himmler untersucht und für so genannte Invalidentransporte selektiert. Da die Kleidung dieser Häftlinge einige Zeit nach ihrem Abtransport in das Lager Dachau zurückgeschickt wurde, war den hier Verbliebenen bald klar, dass die Kranken nicht in Sanatorien überführt wurden, sondern in Vernichtungslager (u. a. Bergen-Belsen und Hartheim bei Linz/Österreich). Durch die Aufnahme in sein Kommando hat Jakob Koch vielen Menschen das Leben gerettet, mehrere Quellen sprechen von hunderten.
Gut dokumentiert ist u. a. die Rettung von Josef Kentenich, dem Gründer der Schönstattbewegung: Kentenich war gesundheitlich geschwächt und ohne Arbeitskommando. Am 24. Juni 1942 wurde bekannt, dass es am gleichen Tag eine Selektion für einen Invalidentransport in ein Tötungslager geben sollte. Jakob Koch versteckte ihn in der Nähstube des Desinfektionskommandos, wo er den ganzen Tag bleiben und so tun sollte, als gehöre er dazu. Wenige Tage später nahm Koch ihn in sein Desinfektionskommando auf und brachte ihn damit dauerhaft in Sicherheit.
1944 brach im KZ Dachau der Flecktyphus aus. Koch kämpfte als Verantwortlicher für die Desinfektion zum Teil sehr erfolgreich gegen die Verbreitung der Krankheit durch Läuse. Er setzte dabei das in Dachau ansonsten nicht verwendete Zyklon B ein. Im Februar 1945 erkrankte er selbst und starb innerhalb von drei Tagen am 1. März 1945. Am 29. April 1945 wurde das Lager Dachau von US-Soldaten befreit. Der belgische Lagerkamerad George Walraeve, später Generalsekretär des Comité International de Dachau, schrieb 1976 in einem Brief: „Er ist einer von jenen des anderen Deutschland, die uns gelehrt haben das deutsche Volk nicht zu hassen.“